# Fulvio Ballabio
Fulvio Maria Ballabio (Milão, 8 de outubro de 1954) é um ex-automobilista italiano.
Correu na Fórmula 2 e na CART (futura Champ Car), entre 1987 e 1989, sem resultados expressivos. Na Fórmula 1, teve uma oportunidade de andar em um carro da categoria. Foi na Spirit, em 1984, que Ballabio, assim como Emerson Fittipaldi, testou um carro da escuderia, que tinha adesivos de Pateta e Mickey Mouse (era o patrocínio da Mondadori, distribuidora das revistas da Disney na Itália, que pertencia à família Ballabio) na ista de Jacarepaguá, no Rio de Janeiro
Semanas depois, Ballabio testou o carro - agora pintado de vermelho = em outras três pistas (Mugello, Brands Hatch e Monza), tendo um desempenho melhor que em Jacarepaguá, mas a CSAI (Commissione Sportiva Automobilistica Italiana) negou o pedido de entrada da Super-Licença.
Com a negativa da CSAI, Ballabio sofria outro golpe: seu pai morreu após um infarto, e ele acabou desistindo de vez de ingressar na F-1.